# 自噴

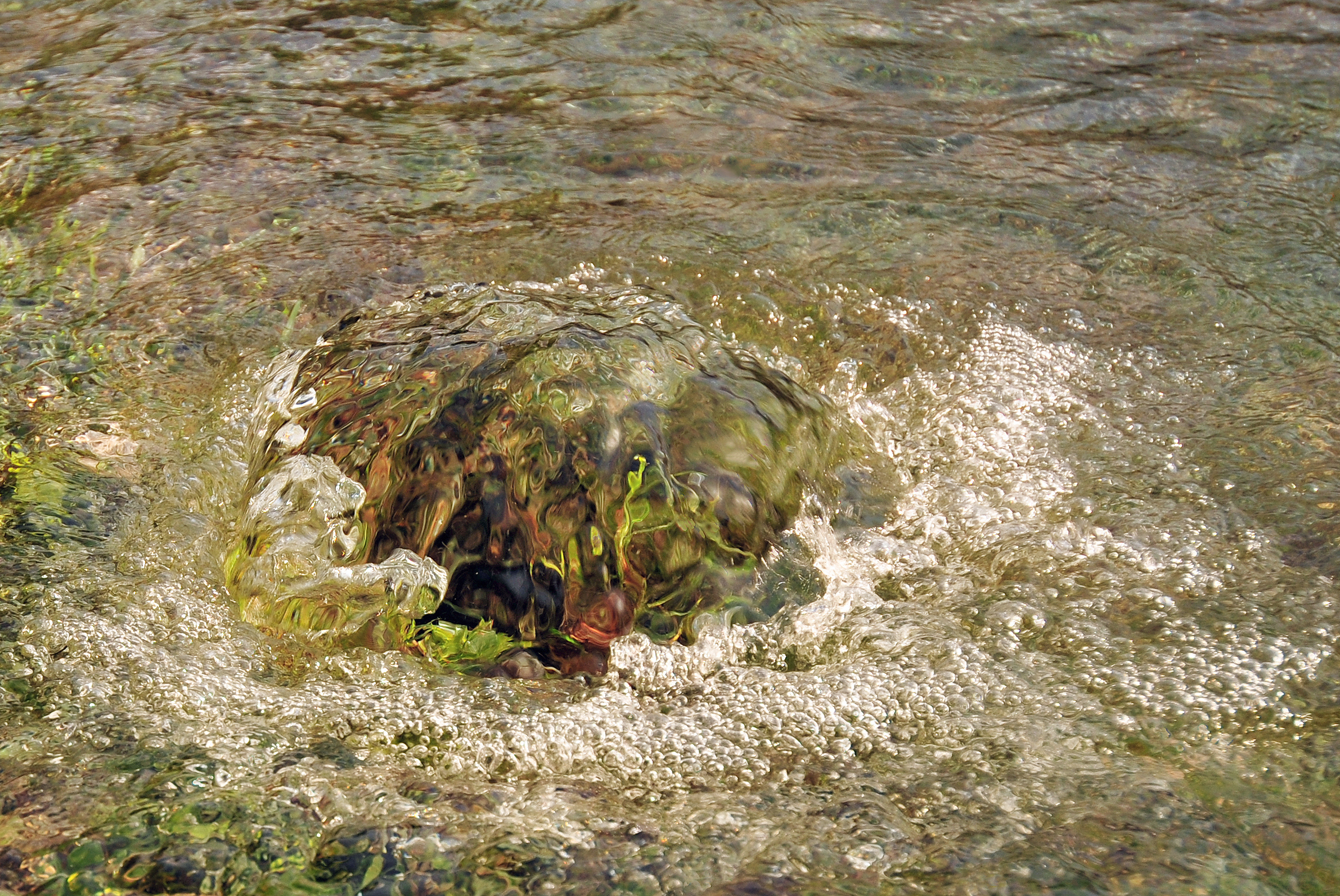
自噴泉

自噴（じふん）とは石油や温泉、地下水が自然に（人為的な動力によらず）地下から地表に湧出する現象を言う。湧水（泉）だけに用いる言葉ではなく、井戸からの自然湧出にも用いる。
地下水の自噴現象は、扇状地の末端や、地質学的に帯水層が盆地状の構造となっている地域などで見られることが多い。日本国内にも自噴する湧水・井戸・温泉は多数存在する。
フランスの旧地方名アルトワ（Artois）で大規模な自噴があったことが、自噴泉を指す「フローイング・アーテジアン・ウェル」（flowing artesian well）の語源である。

## 自噴の仕組み

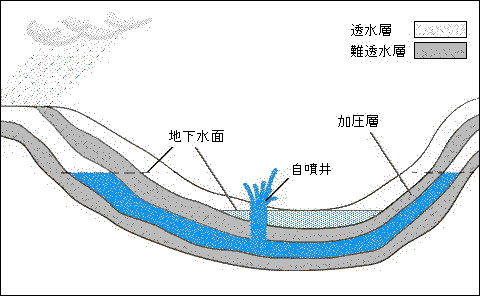
自噴を起こす地層の仕組み：原図Artesian_Well.png に加筆・修正

地中の帯水層の上に透水性の低い地層（加圧層）が重なっている地域において、その帯水層のポテンシャルが地表面よりも上位にあった場合、この帯水層に地表まで通じる穴（井戸など）では、帯水層中の地下水は自然に地表に湧出する。これが自噴である。
また地下水（または温泉）に溶存するガスが井戸孔内の水頭低下により、井戸孔内において気体となり、これが地表へ噴出することにより地下水や温泉の自噴現象が発生する場合もある。
なお地下水の流出域（崖沿いなど）では被圧地下水ではなくとも、地形と地下水位によって地下水が泉となって自噴することもある。従って、自噴していることは、被圧している地下水が湧出しているとは一概には言えない。

## 自噴井
自噴井（flowing well, flowing artesian well）とは、その井戸の取水対象の地下水が、人為的な動力によらず、自ら地表（孔口）に噴出する井戸のことを言う。
被圧地下水による自噴井が多く集まっている地帯の大規模なものを鑚井盆地（さんせいぼんち、アーテジアン・ベイスン、Artesian Basin）という。

## 自噴泉
自噴泉とは、井戸などの人為的な構造物ではなく、地表に地下水（または温泉）が湧出している場所のことを言う。一般に言われる泉は、この現象である。
自噴泉とは対称に動力泉という湧泉がある。これはポンプなどで人為的に地下水を汲みあげる泉を言う。

## 日本の自噴帯
日本では扇状地・火山山麓をふくめた新第三紀以後の地層からなる被圧盆地に多く自噴帯が存在する。その中でも、濃尾平野（岐阜県）の大垣自噴帯が有名である。
大垣自噴帯は木曽川・長良川・揖斐川の3大河川によって形成された氾濫平野であり、元来地下水の豊富な地域である。

## 世界の自噴帯
世界の自噴帯で有名なのは、「自噴」の語源ともなったフランス北西部のアルトワ地域であろう。その他にも、オーストラリアのグレートアーテジアン盆地（大鑚井盆地）も大規模な被圧地下水盆として有名である。さらに石油の自噴帯としてクウェートにあるブルガン油田がある。